# Ева Марія Прахт
Ева Марія Прахт (англ. Eva Maria Pracht, 29 червня 1937 — 15 лютого 2021) — канадська вершниця.
Бронзова призерка Олімпійських Ігор 1988 року в командній виїздці, учасниця 1984 року.
Переможниця Панамериканських ігор 1987 року в командній виїздці.